# Saint-Pierre-d'Alvey
Saint-Pierre-d'Alvey is een gemeente in het Franse departement Savoie (regio Auvergne-Rhône-Alpes) en telt 170 inwoners (1999). De plaats maakt deel uit van het arrondissement Chambéry.

## Geografie
De oppervlakte van Saint-Pierre-d'Alvey bedraagt 7,8 km², de bevolkingsdichtheid is 21,8 inwoners per km².
De onderstaande kaart toont de ligging van Saint-Pierre-d'Alvey met de belangrijkste infrastructuur en aangrenzende gemeenten.

## Demografie
Onderstaande figuur toont het verloop van het inwonertal (bron: INSEE-tellingen).